# Whirlpool
Whirlpool este o companie producătoare de electrocasnice din Statele Unite, înființată în anul 1911. Whirlpool este cel mai mare producător de electrocasnice din lume., cu afaceri de 19 miliarde USD anual, și 70.000 de angajați

## Whirlpool în România
Compania și-a inaugurat reprezentanța din România în 1996.
În anul 2009, firma avea o cotă pe piața de electrocasnice de aproximativ 15%.
Cifra de afaceri
- 2010: 37,8 milioane euro [9]
- 2008: 55 milioane euro [9]
- 2005: 51 milioane euro [9]